# Sydney Seaward

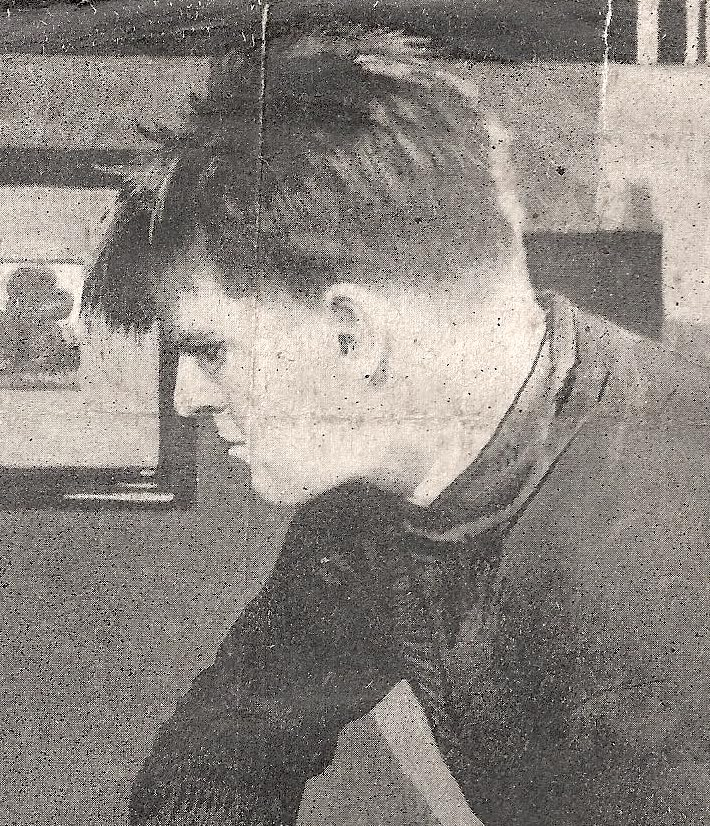
Sydney Seaward - 1920

Sydney Seaward foi um ator britânico, nascido em 1884.

## Filmografia selecionada
- Pierre of the Plains (1914)
- The Amateur Gentleman (1920)
- The Woman of His Dream (1921)
- The Yellow Claw (1921)
- A Gentleman of France (1921)
- A Debt of Honour (1922)
- The Loves of Mary, Queen of Scots (1923)
- Bonnie Prince Charlie (1923)
- The King's Highway (1927)
- A South Sea Bubble (1928)